# SUSURU TV.
SUSURU TV.（ススル ティービー、1993年〈平成5年〉1月12日 - ）は、ラーメンのレビューを中心に活動しているYouTuber・SUSURU（ススル）らによるYouTubeのチャンネルである。青森県弘前市出身。

## 概要
「毎日ラーメン健康生活」をモットーに、主に全国各地のラーメンに関するレビュー動画をYouTube上に投稿している。「毎日ラーメン健康生活」は2021年4月27日で2000日、同年8月には2100日を超えていたが、SUSURUが新型コロナウイルス感染症を発症した影響で同8月15日をもって毎日投稿は途切れた。
動画内では関東圏を中心に全国各地のさまざまなラーメンを毎日取り上げている。大手チェーン店から隠れた名店まで幅広く紹介し、店の住所から外観、メニュー、注文方法をわかりやすく軽快な実況とともに伝えている。

### 来歴
2015年頃にチャンネルを開設し活動開始。2019年のインタビューでは「ラーメン好きが興じて始めた」としていたが、チャンネルを開設したチャル蔵によれば、もともと務めていた広告代理店の中で「YouTuberを自社ブランドとして持てないか」という話になったことが誕生のきっかけであったという。チャル蔵は「テレビでは動物、子供、ラーメンが人気だが、ラーメン系のYouTuberはまだあまりいない」と考え、大学サークルの後輩でラーメン好きだったSUSURUに白羽の矢を立てた。SUSURUは青森県弘前市出身で年少期からラーメンを食べており、上京後、週に何度も通うほどのラーメン二郎の熱烈なファンとなった。大学の中退後から既に毎日ラーメンを食べてはいたが、オファーを受けた当時はラーメン二郎以外のラーメンに全く詳しくなかったという。初期のみ二人で店に行っていたが、編集が多忙となったため撮影はSUSURU、編集はチャル蔵という分業体制となった。店へのアポはSUSURUが行っており、店舗へ迷惑をかけないよう機材はどんどんミニマムになっていったという。
設立から3年ほどで広告代理店側の都合により分社独立。2021年11月4日の生配信でチャンネル登録者100万人を達成。現在は複数人の編集スタッフによって運営されている。各種メディアでは「日本一のラーメンYouTuber」とされる。

## メンバー

### 現メンバー
SUSURU（ススル、1993年1月12日 - ）（32歳）
- 全ての動画に出演、ナレーションを担当している。明治大学中退[4]。
- 特技はドラム。SUSURU TV.のメンバー内で結成されるバンド内ではドラムとボーカルを担当している。
- 2021年4月28日、自身のYouTubeチャンネルで結婚を発表した[動画 1]。同年12月13日、第1子となる男児が誕生したことを報告[動画 2]。

チャル蔵（ちゃるぞう、1991年10月18日 - ）（33歳）
- 血液型A型[動画 3]。早稲田大学文学部中退[動画 4]。動画制作やweb運用など、主に裏方業を行なっている。3人組YouTuberグループ「おませちゃんブラザーズ」としても活動。
- もともとはweb広告代理店に勤めていた[4]が、のちに独立。2017年には株式会社SUSURU LAB.を設立している[6]。
- 2025年2月26日、おませちゃんブラザーズのYouTubeチャンネルにて、料理系YouTuber「1人前食堂」のMaiと結婚を発表した。4年間の交際を経て2024年の春に結婚し、同年末に第1子が誕生している[動画 5]。

### 元メンバー
ノビー（1988年2月12日 - ）（37歳）
- 大阪スクールオブミュージック専門学校卒業[動画 4]。サブチャンネルでは長く顔出しをせず動画内でもモザイクや似顔絵などで出演していたが、2020年7月に素顔を公開した[動画 6]。
- 関西弁が特徴。主に動画の編集やテロップ、ナレーション原稿の作成を行なっており、度々盛り込まれる小ネタに定評がある。
- 2023年10月25日に脱退を公表した[7]。

## モノマネ動画
2020年5月25日、ラーメン珍道中というユーザー（本業は「警察」という芸名で活動しているお笑い芸人）がTwitterに「やばいクレーマーのSUSURU TV」という文章とともに、SUSURUのモノマネ動画をツイートした。このモノマネ動画内のSUSURUは非常識なクレーマー（もっとも、動画内ではラーメンに虫や髪の毛が混じっていたことから、店側にも全く非が無いわけではないが）として演じられていたが、翌日にはSUSURUは喜んだ様子でこのモノマネ動画をリツイートしている。
2021年、森山直太朗の「さくら」を素材にした音MADがTwitterに転載されると、森山本人が反応するなど大きな反響を呼ぶこととなる。その結果、他の楽曲を使用した様々なMAD動画が制作されるようになる。9月3日にはSUSURU自身が同じ文章を読み上げる動画を投稿している。同年開催の「ネット流行語100 2021」にノミネートされ、トップ20単語賞（20位）を受賞。表彰式にはSUSURUがゲスト出演した。
2024年には3月にラーメン屋の厨房を貸してもらえたSUSURUが、モノマネ動画に登場する架空のラーメン店「濃厚とんこつ豚無双」の架空のメニュー「濃厚無双ラーメン海苔トッピング」の完全再現（ただし、虫や髪の毛は除く）を目指す動画を投稿し、SUSURU TV.では珍しい1時間半越えの長尺動画ながら多数再生された。同年6月には300食限定で一般向けのお披露目会を実施した。11月7日、SUSURUによる初のオリジナルラーメンとして、冷凍食品「濃厚とんこつ豚無双 濃厚無双ラーメン海苔トッピング」を公式オンラインショップで販売開始した。

## 楽曲

### シングル
| 発売日         | タイトル                           | 規格                   |
| -------------- | ---------------------------------- | ---------------------- |
| 2018年12月20日 | 『FANTASIC RAMEN (feat. 麺王"M")』 | デジタル・ダウンロード |
| 2019年2月26日  | 『ラーメン大国NIPPON』             | デジタル・ダウンロード |
| 2019年6月11日  | 『カップラーメンができるまで』     | デジタル・ダウンロード |

## 出演

### CM
- サントリー・からだを想うオールフリー アニメCM「深夜ラーメンの誘惑」（2025年6月） - SUSURU[19]

### 動画
1. ↑  “【ガチ】大事なお知らせがあります。【結婚】”.   YouTube (2021年4月28日). 2021年5月2日閲覧。
2. ↑  “【ご報告】2代目SUSURUが誕生しました”.   YouTube (2021年12月13日). 2021年12月15日閲覧。
3. 1 2 3  “【人間ドック】実は、SUSURU TV.全員ヤバかった…”.   YouTube (2018年8月22日). 2019年6月15日閲覧。
4. 1 2  “何で大学中退したんですか？”.   YouTube (2019年6月6日). 2019年6月15日閲覧。
5. ↑  “登録者９０万人超えの超人気YouTuberと「矢崎」が結婚しました【ご報告テルユー】”.   YouTube (2025年2月26日). 2025年3月5日閲覧。
6. ↑  “【ラジオ】ノビー顔出し解禁の真相について語ります　～チャーシュータイムをもう一度 ＃41～　2020.0713 - YouTube”.   YouTube (2020年7月13日). 2020年7月16日閲覧。